# 傅斯年
傅斯年（ふしねん、英語: FU Si-nian、1896年3月26日－1950年12月20日）は、中華民国の歴史学者。中央研究院歴史語言研究所所長。

## 経歴

### 幼少期から学生時代
1896年、山東聊城で生まれた(祖籍は江西永豊)。幼い時に父が亡くなったので、祖父と母に育てられた。1909年、天津府立中学堂に入学して学んだ。1911年、丁馥翠と結婚。1913年、北京大学予科を受験して合格。在学中は4年間の試験で3回学年一番であった。1916年、北京大学に入学。
1918年、羅家倫や毛子水ら20名と共に「新潮社」を組織し、雑誌『新青年』をまねて『新潮青年』を創刊。新文化を提唱し(新文化運動)、北京大学国粋派と論戦を繰り広げ、大きな影響を与えた。1919年に五四運動が起こると、北京大学の3000名超の学生が天安門に集まったが、傅斯年は学生リーダーとして総指揮をとった。1920年、蔡元培の推薦を受けて留学することになり、英国・エディンバラ大学へ留学。後にユニヴァーシティ・カレッジ・ロンドンに転入して心理学修士号を取得した。1923年6月からはドイツ・ベルリン大学人文学院で学んだ。6年間の海外留学では、その大半を実験心理学の研究と習得に充てたが、ベルリン大学在学中の後半期には比較言語学も学び始め、東洋諸言語についても学んだが、いずれの学位も取得しなかった。

### 歴史語言研究所時代
1926年10月、中国国民党の北伐成功を受けて帰国。中山大学の招聘を受けて着任。1927年、中山大学文科学長(文学院院長ならびに中国語言文学系と史学系の両学部主任を兼ねる)に就任。1928年、中央研究院歴史語言研究所を創設。1929年、同研究所を北京に移した。家庭面では、1934年(39歳)で丁馥翠と離婚し、同級生であった兪大維の妹の兪大綵と北京で結婚。1935年9月には、息子の傅仁軌が生まれた。
1936年1月、歴史語言研究所の移転に伴って南京へ移住。1937年に日中戦争が勃発すると、蒋介石に招かれ対外事務に関する意見を上申し、後に国民参政会参議員となった。戦局が悪化すると、歴史語言研究所は南部地域を経由して昆明に移った。1940年9月、中央研究院総幹事に任命される。1940年11月、空襲を避けるために四川省南渓県李荘に疎開。
日中戦争終盤になり、日本の敗戦が確実になると、中国国民党と中国共産党は将来の国家の指導者をどうするかという問題を考え始めた。中国民主同盟の一部は中国国民党、中国共産党との三方共同執政を望んでいたため、その決定前の中国国民党説得のため、1945年6月2日に中国国民党側の黄炎培、章伯鈞に傅斯年を加えた7名が毛沢東に延安訪問を打診する電話をかけた。2週間後に毛沢東より訪問を歓迎するとの電話があり、蒋介石も反対しなかったため、1945年7月1日に6人(褚輔成、黄炎培、左舜生、章伯鈞、傅斯年、冷遹)が専用機で延安へ飛び、毛沢東と朱徳、周恩来らが飛行場で出迎えた。

### 日中戦争後
1945年、北京大学代理学長に任じられた。汪兆銘政権時に大学へ留まった全教員の解雇を決定。同時に、その際の学生の学籍と学歴の全てを非承認とし、まずは補習を行って学歴を審査したのち北京大学入学を審議することにした。汪兆銘政権華北政務委員会下の北京大学図書資料と施設を元に大学での教学を開始し、西南聯合大学と合わせて拡充した。新たに朱光潜、金克木、季羨林らを教員として北京大学に迎え、6つの学院(文学院、法学院、理学院、医学院、工学院、農学院)と文科研究院を擁する中華民国の北京大学を構築した。1946年9月6日、北京大学学長の職を胡適に譲った。
一方中央研究院歴史語言研究所については、1945年冬に四川省から元の南京に引っ越しを開始した。

## 家族・親族
- 7代前の先祖：傅以漸は清朝の状元(科挙第1番)。
- 最初の妻：丁馥翠。傅斯年と同じ聊城の人。
- 二番目の妻：兪大綵。兪大維の妹。
- 息子：傅仁軌。
- 甥：傅楽成も歴史学者。傅斯年にともなって台湾に渡り、台湾大学歴史学部教授になった。『中国通史』の著者。
- 甥：傅楽煥はロンドン大学で博士号を取得。1951年にイギリスから中国に帰国したが、文化大革命中に自殺。